# Cronista oficial de la ciudad de Barcelona
El título de cronista oficial de la ciudad de Barcelona se concede a personas relevantes de la cultura barcelonesa, por designación municipal, siempre a título personal y no por representación, con carácter honorífico, vitalicio y no remunerado. El título es otorgado por el pleno del Ayuntamiento de Barcelona a personas que se hayan distinguido en su actividad profesional en cualquier tipo de estudios, investigaciones, publicaciones o trabajos, o divulgación sobre temas relacionados con la ciudad de Barcelona.
El primer cronista oficial de la ciudad fue Víctor Balaguer, nombrado en 1852, y el último, Joan Olivé Vagué. Desde la muerte de Andreu-Avel·lí Artís en 2006, no ha habido ningún cronista oficial de Barcelona, si bien el Consistorio barcelonés propusiera el título a personalidades como Lluís Permanyer o Josep Maria Huertas Clavería, que lo rechazaron.

## Lista de Cronistas Oficiales de la Ciudad de Barcelona (1852-2006)
| Fecha de nombramiento | Cronista Oficial de la Ciudad | Periodo como cronista |
| --------------------- | ----------------------------- | --------------------- |
| 1852                  | Víctor Balaguer               | 1853-1901             |
| 1919                  | Gabriel Miró                  | 1919-1922             |
| 1950                  | Tomás Caballé Vallado         | 1950-1961             |
| 1952                  | Joaquín María de Nadal        | 1953-1972             |
| 1952                  | Ricard Suñé Álvarez           | póstumo               |
| 1972                  | Andreu-Avel·lí Artís          | 1972-2006             |
| 1972                  | Josep Tarín Iglesias          | 1973-1996             |
| 1973                  | Joan Olivé Vagué              | 1973-1980             |